# Flevopolder

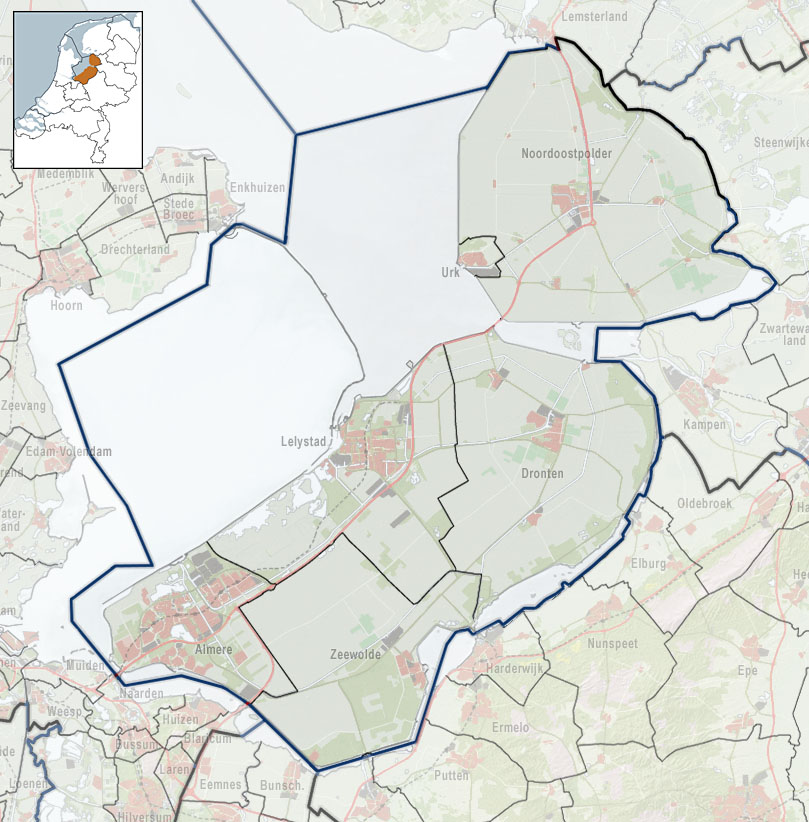
Situering van de Flevopolder en de Noordoostpolder binnen de provincie Flevoland

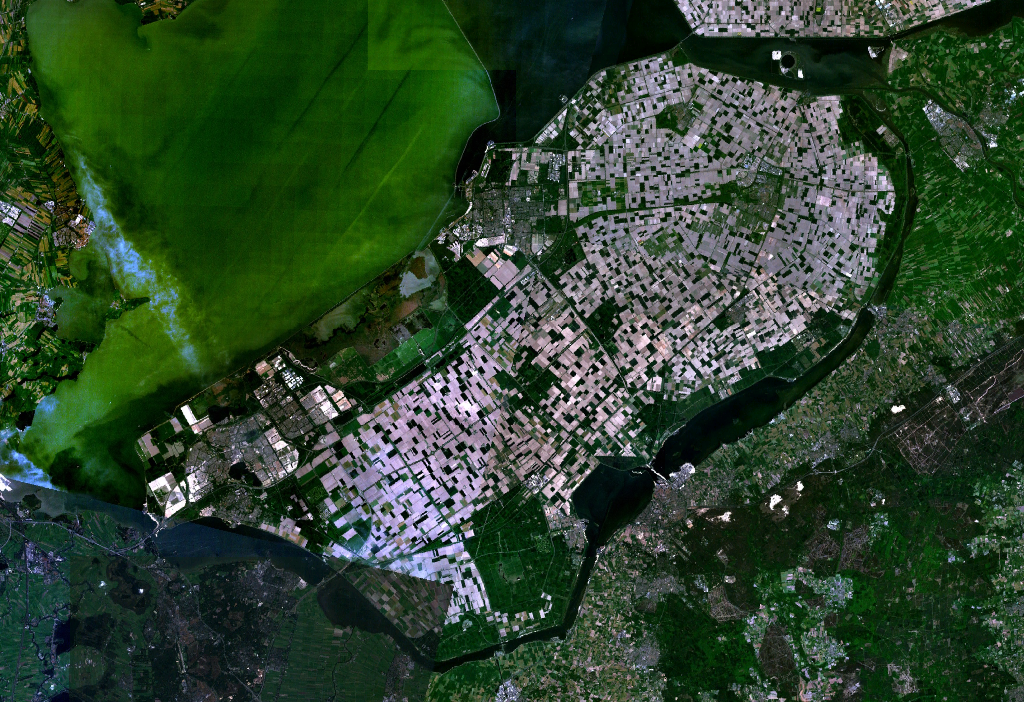
De Flevopolder met Oostelijk en Zuidelijk Flevoland

De Flevopolder is een groot poldergebied in de Nederlandse provincie Flevoland. Het grondgebied van de Flevopolder bestaat uit de oorspronkelijke polder Oostelijk Flevoland, met Lelystad als grootste kern, tezamen met het apart opgeleverde Zuidelijk Flevoland, met Almere als hoofdplaats. Het gebied is in twee fasen aangelegd en ingepolderd tussen 1950-1957, respectievelijk 1959-1968. De Flevopolder is dus, in tegenstelling tot wat de naam doet vermoeden, niet een enkele polder, maar eigenlijk een dubbele, die achteraf tot een gezamenlijkheid is omgevormd. Het zo versmolten geheel vormt het zwaartepunt zowel van de Zuiderzeewerken als van de huidige provincie Flevoland. Tevens vormt het het grootste kunstmatig aangelegde eiland ter wereld. 

## Naam
Bij de aanleg van de twee oorspronkelijke Flevopolders sprak men van Oostelijk en Zuidelijk Flevoland. De naam Flevoland is afgeleid van het Flevomeer, ofwel Lacus Flevo, zoals dit door de Romeinse geograaf Pomponius Mela werd genoemd in zijn De Chorographia in 44 na Christus. Thans is Flevoland de naam van de provincie waartoe ook de Noordoostpolder behoort, alsmede een groot deel van het IJsselmeer en het Markermeer.

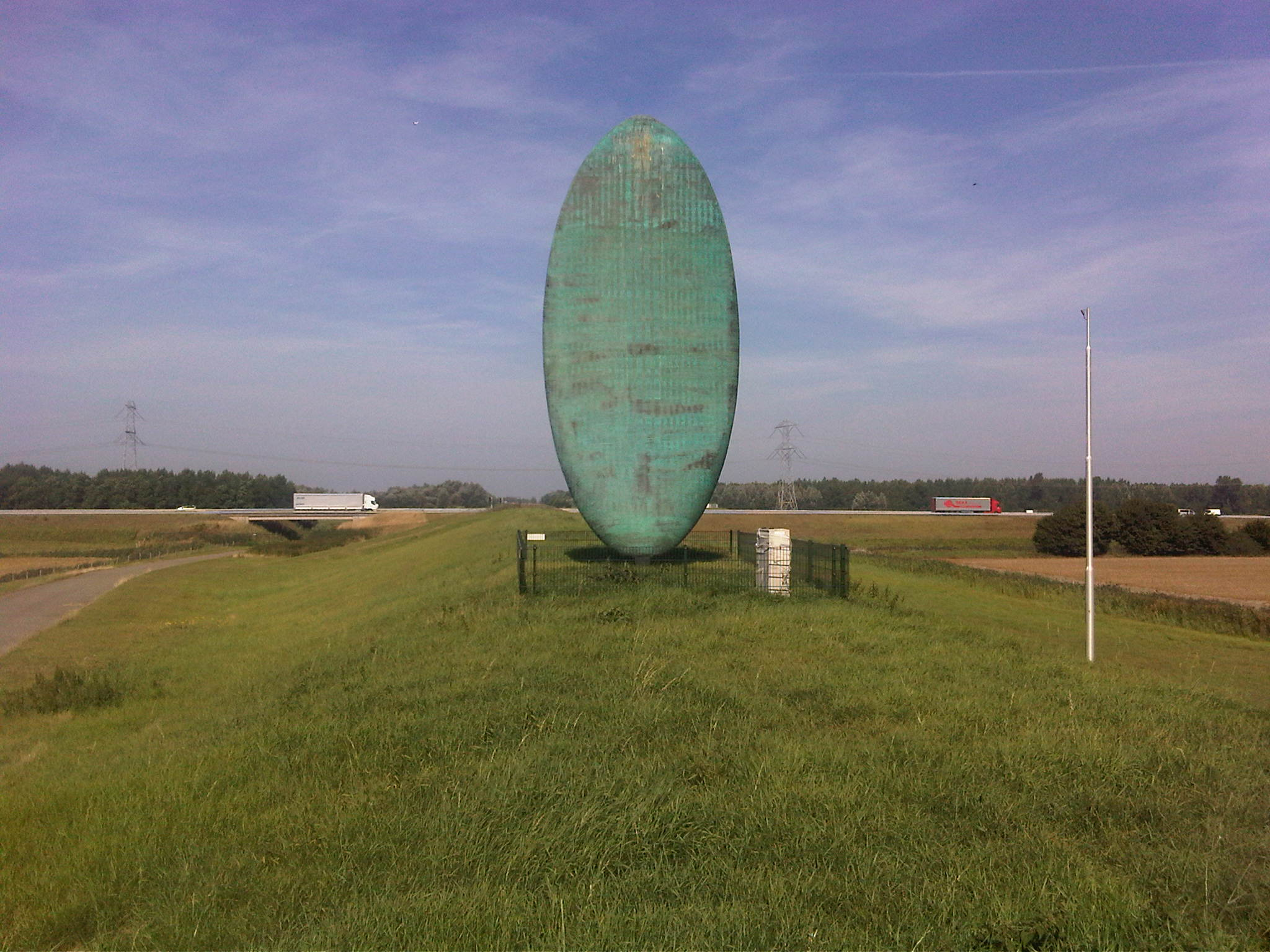
Tong van Lucifer. Beeld van Rudi van de Wint langs A6 en Knardijk

## Indeling
De Flevopolder kan in twee opzichten in tweeën worden gedeeld:
Allereerst is er de historische indeling in Oostelijk Flevoland en Zuidelijk Flevoland, drooggevallen in respectievelijk 1957 en 1968. Ook nu nog vormen beide delen functioneel geen volledige eenheid. 
- Deze delen zijn gescheiden door een dijk (de Knardijk), die aanvankelijk aan de zuidkant van Oostelijk Flevoland de scheiding vormde met het water en die thans het ene gebied beschermt als het andere gebied onder water mocht lopen.
- Bovendien staat het waterpeil (van het grondwater en de sloten en kanalen) in het zuidwestelijke deel ongeveer een meter lager dan in het noordoostelijke. Beide delen worden apart ontwaterd via de Hoge Vaart en de Lage Vaart. Die twee vaarten lopen door beide Flevolanden en eindigen bij de gemalen. In Zuidelijk Flevoland bevindt zich het gemaal de Blocq van Kuffeler, in Oostelijk Flevoland de gemalen Colijn, Wortman en Lovink. Op de plaatsen waar de Hoge Vaart en Lage Vaart de Knardijk kruisen, zijn twee sluiscomplexen gebouwd, respectievelijk de Hoge Knarsluis en de Lage Knarsluis.

Naast Oostelijk en Zuidelijk Flevoland was oorspronkelijk ook de naam Westelijk Flevoland bedacht, waarmee de Markerwaard bedoeld werd.

## Randmeren
De Flevopolder is strikt genomen een eiland, omdat zij door de aanleg van randmeren aan de overgangen naar het oude land volledig door water wordt omgeven, te weten van noordoost naar zuidwest: het Ketelmeer, het Vossemeer, het Drontermeer, het Veluwemeer, het Wolderwijd, het Nuldernauw, het Nijkerkernauw, het Eemmeer, het Gooimeer, het IJmeer. Aan de westelijke en noordelijke kant grenst de polder aan het Markermeer en het IJsselmeer. In de praktijk wordt het eilandkarakter niet echt gevoeld. 
Als eiland beschouwd vormt het gebied het grootste eiland van Nederland. Ook is de Flevopolder dan het grootste kunstmatige eiland ter wereld

## Toegangen
De Flevopolder is door middel van acht toegangswegen verbonden met het vasteland, namelijk de Ketelbrug, de Roggebotsluis, de Flevoweg bij Elburg, de Knardijk bij Harderwijk, de Nijkerkersluis, de Stichtse Brug, de Hollandse Brug en de Houtribdijk. De Flevolijn is via de Hollandse Brug en de Drontermeertunnel met het vasteland verbonden.

## Administratieve indeling
Aanvankelijk was de Flevopolder - toen nog Flevoland - niet administratief ingedeeld. Het gebied behoorde tot het Openbaar Lichaam Zuidelijke IJsselmeerpolders.
In 1972 werd de gemeente Dronten ingesteld, in 1980 de gemeente Lelystad, en in 1984 werd de rest van het grondgebied in de Flevopolder opgedeeld in de gemeentes Almere en Zeewolde. De provincie Flevoland werd ingesteld in 1986. De grootste plaats in de Flevopolder is Almere, gevolgd door Lelystad, Dronten, Zeewolde, Swifterbant en Biddinghuizen.